# G4 (televízióadó)
A G4, vagy másik nevén a G4 TV egy amerikai kábeles és műholdas televíziócsatorna. Eredeti célközönsége olyan 12–28 éves férfiak voltak akik videójátékokkal játszottak. Jelenlegi célközönsége a 17–36 éves férfiak, de a videójátékok még mindig a csatorna részét képezik.
A G4 első sugárzása 2002. április 24-én volt. Székhelye Los Angelesben található, a G4 Media tulajdonában van.

## Története

### A kezdetek
A G4-et a Comcast és az Insight Communications hozta létre. Az eredeti tervek alapján egy TechTV-hez hasonló csatornát akartak létrehozni, de inkább az MTV közönségét akarták megnyerni. A csatornát tizenhárom sorozattal indították be, azonban az első héten a Pong videójáték volt látható.
Az eredeti műsorok:
- Arena – digitális sportok
- Filter – tíz legjobb játék a nézők szavazata alapján
- Blister – akció/kalandjáték hírek
- Cinematech – digitális művészet
- Sweat – sportjáték hírek
- Cheat! – játéktippek, csalások
- Portal – online multiplayer játékok
- Pulse – videójáték céghírek
- Judgment Day – jelenlegi nevén a Reviews on the Run
- G4tv.com – interaktív beszélgető műsor

A G4-et eredetileg a Walt Disney Television és a Television Animation elnöke, Charles Hirschhorn vezette. Úgy gondolta, hogy a játékfejlesztők fogják elkészíteni a csatorna műsorait. Úgy gondolta, hogy az MTV nyomdokaiba léphet. Hirschhorn a G4-et nem hagyományos reklámokat közlő eszközzé akarta tenni. 2002-ben a G4 reklámokat tett a műsoraikba. Ezen kívül „2 perces egységek”-et is kínáltak: ha a G4 műsora elég hosszú, akkor egy egész filmelőzetest is leközöltek benne.

### Egyesülés a TechTV-vel
2004. március 5-én a Vulcan Inc. eladta a TechTV-t a G4 Mediának, mely egyesítette a két csatornát, így létrehozva a G4techTV-t. A TechTV székhelye San Franciscóban volt, de a G4techTV-é Los Angelesben. Az új csatornát is Hirschhorn vezette.
2005. február 15-én a „TechTV” szavak eltűntek a csatorna nevéből, az Amerikai Egyesült Államokban a csatorna hivatalos neve újra G4 lett. Azonban a kanadai csatorna nevében a „TechTV” szó egészen 2009 közepéig benne volt a csatorna nevében, amikor átnevezték G4 Canadára.

### Váltás a formátumban
2005 szeptemberében Neal Tiles lett a csatorna elnöke. Tiles előtte a DirecTV, a Fox Sports és az ESPN marketingigazgatója volt.
2007-ben az Earth911-el  kötött szerződés alapján elindították a Gcycle elektronikai szemét újrahasznosítási programjukat.
2008 júniusában elindították a G4 Rewind című műsorukat. Ez az X-Play, a Judgment Day, a Cheat, a G4tv.com, az Arena, a Portal, a G4's Training Camp és a GameMakers korábbi részeit sugározta. A G4 Rewind sugárzását megszüntették az alacsony nézőszám miatt, azonban a G4 Rewind jelenleg az X-Play régebbi adásait adja le. 2009 májusában a G4 weboldala arculatot váltott. Az arculatváltás óta a weboldal és a G4 blogja, a The Feed is túl volt terhelve. Július 31-én bemutattak egy új sorozatot, a TheFeed: Nightcap. 2009. augusztus 28-án a TheFeed Nightcap-et átnevezték Feedback-re.

### Egyesítés
A Comcast 2006. október 12-én bejelentette, hogy egyesíti a G4, az E! és Style csatornát egy új céggé, amit Ted Harbert fog vezetni. Bejelentették, hogy a G4 felső vezetése átköltözik az E! Los Angelesi irodájába. 2007. március 4-én bejelentették, hogy a Santa Monicai G4 Studios április 15-én be fog zárni. A G4 műsorait az E! csatorna Los Angelesi stúdiójában vették fel. A legtöbb G4-alkalmazottat elbocsátották.

### Elbocsátások és leépítések
2009. február 17-én bejelentették, hogy a G4 az eredeti műsorait műsoridejét csökkenteni fogja. Az X-Play-t hetente háromszor, míg az Attack of the Show!-t négyszer sugároznák. Az ezeken a műsorokon dolgozó emberek egy részét ki fogják rúgni. Neal Tiles áprilisban nem hosszabbította meg Layla Kayleigh szerződését, ezért elhagyta a G4-et.

## Bírálatok
A műsorokat ért több változtatásért a TechTV/G4 rajongók bírálták a céget internetszerte, a legtöbbjük szerint a csatorna túlságosan eltér a játék és technológia gyökereitől, és azzal vádolták a csatornát, hogy az X-Play- és az Attack of the Show!-szerű műsorokra támaszkodik. A G4 legtöbb eredeti műsorát megváltoztatták, a legtöbbjük ezt úgy érezte, hogy a G4 a Spike és hasonló csatornákkal akar vetélkedni.

## G4 HD
A G4 HD-t 2008. december 8-án indították, a G4 műsorait sugározza 1080i felbontásban. Az AT&T U-verse rendszere és a Cablevision is sugározza a csatornát.

## A G4 házigazdái
- Adam Sessler (X-Play)
- Morgan Webb (X-Play, G4 Underground)
- Kristin Adams (Cheat!, X-Play, Attack of the Show!)
- Blair Herter (X-Play, Attack of the Show!)
- Kevin Pereira (Attack of the Show!)
- Olivia Munn (Attack of the Show!)
- Chris Gore (Attack of the Show!)
- Blair Butler (Attack of the Show!)
- Chris Hardwick (Attack of the Show!)
- Anna David (Attack of the Show!)
- Alison Haislip (Attack of the Show!)
- Casey Schreiner (X-Play).